# Lafonoteca
Lafonoteca es una base de datos y portal de información en internet de la música popular española.

## Desarrollo
Fundada en 2008, por Diana Cortecero y Raúl Alonso, se creó a partir de la necesidad de encontrar un espacio en internet que diera información sobre los grupos de música españoles (bandas, solistas, parejas, cantantes).
El proyecto surgió inicialmente como un blog entre un grupo de amigos que estaba en un foro de música pop independiente. Echaban de menos un espacio como “All Music” la gran base de datos de la música anglosajona. 
En diez años La Fonoteca se ha ido alimentando de las aportaciones voluntarias de muchos de los testigos y personas que admiraron y siguieron a las distintas bandas.

## Otras actividades
Como actividad paralela han promovido la actuación de grupos españoles en Londres para dar a conocer la música independiente española en el extranjero. Se estrenaron con Triángulo de Amor Bizarro, a los que siguieron Pauline en la playa, Joe Crepúsculo o Delorean, entre otros. Posteriormente empezaron a organizar conciertos en la península ibérica; para ello, además de en Madrid donde se desarrolla su actividad principal, cuentan con una delegación muy activa en Barcelona, que desde 2011 lleva organizados casi un centenar de conciertos, y una en Oporto que actualmente se encuentra parada.
En 2011 inician la actividad discográfica con el lanzamiento de un recopilatorio titulado No te apures mamá, es solo música pop, al que van siguiendo una serie de referencias, hasta diez en 2016. A finales de 2013, inicia la labor editorial con la reedición, junto a Libros Walden, de Música Moderna, de Fernando Márquez, publicado originalmente en 1981 y al que seguiría Saudade, la biografía sobre el músico gallego Andrés do Barro, o Batería, guitarra y twist, un libro sobre los orígenes del rock madrileño editado en 2016. El mismo año también reeditaron el legendario fanzine Rockocó, en el que el fotógrafo Miguel Trillo registró las diferentes tribus urbanas en las que se agrupaba la juventud madrileña asistente a conciertos y otros encuentros sociales entre 1980 y 1984.
En 2020 'El trueno que sigue al rayo', un libro de Pedro José Mariblanca Corrales sobre las músicas de baile en España desde la caída de la ruta del bakalao. Su última referencia editorial es 'Plásticos', un libro donde se muestran cerca de 200 bolsas de tiendas de discos, recopiladas durante los últimos 25 años por el coleccionista Manuel Celso Puñonrostro entre otros, acompañadas de textos de músicos, periodistas, responsables de sellos discográficos, promotores y otras personas de la industria musical española.

## Discografía
- VV. AA.: No te apures mamá, es solo música pop (2011)
- VV. AA.: Espectros (2012; junto a Discos Walden y Maravillosos Ruidos)
- VV. AA.: Madrid está helado (2012)
- VV. AA.: Nuevos bríos (2013)
- El Último Vecino / Futuro: Nuevo anochecer #1 (2013)
- VV.AA.: Mar y Montaña (2014: LaFonoteca Barcelona junto a Shook Down)
- Puente Aéreo vol. 1: Gúdar+Hazte Lapon (2014; junto a LaFonoteca Barcelona)
- Puente Aéreo vol. 2: Univers+Celica XX (2014; junto a LaFonoteca Barcelona)
- Los Suspensos: Maquetas perdidas (2014)
- VV.AA.: El Futuro B.S.O (2015)
- Puente Aéreo vol. 3: Wild Honey+Betacam+Fred i Son+Neleonard (2015; junto a LaFonoteca Barcelona)
- Puente Aéreo vol. 4: Caliza+Màquina Total (2016; junto a LaFonoteca Barcelona)
- Puente Aéreo vol. 5: Javier Díez Ena + Diego García (2017; junto a LaFonoteca Barcelona)
- The London Music N1ghts (2017)
- Julio Bustamante: 'Cambrers' (2018; reedición del disco de 1981; junto a LaFonoteca Barcelona, Discos de Kirlian y Discos Walden)
- The London Music N1ghts vol.2 (2018)
- SuperPOP: Rebe+Cabiria+Daniel Daniel+Paco Moreno (2020; junto a LaFonoteca Barcelona)